# ديكامبا
ديكامبا مبيد عشبي يستخدم لمكافحة الأعشاب العريضة في حقول القمح والشعير.
تعرف تجارياً باسم بانفل ك 420 غ/ل (Banvel K 420 g/l)

## الأسماء التجارية
بانفل مبيد عشبي اختياري جهازي يجمع بين خصائص مادة (بالإنجليزية: 2,4-D)‏ المعروفة ومادة ديكامبا (بالإنجليزية: Dicamba)‏ وهي من مركبات مشتقات حمض البنزويك والتي تكافح الأعشاب العريضة الحولية والمعمرة في حقول النجيليات مثل القمح والشعير والذرة والمروج وفي الأراضي غير المزروعة أيضاً.
يستعمل بين مرحلة الورقة الثانية والخامسة في القمح والشعير ويجب إيقاف استعماله حتماً قبل بداية طور الحبل، ويستعمل على الذرة قبل أن يبلغ طولها 90 سم.
أوقفت الشركة الصانعة إنتاج هذا المزيج منذ عام 1984، علماً أن كل مكون من مكوناته لايزال ينتج ويستعمل.
الجرعة المميتة للنصف (LD50) عن طريق الفم 2500 ملغ/كغ.
رذاذ المبيد مؤذٍ للمحاصيل الأخرى خصوصاً البندورة التي يمكن أن تتأثر به من مسافات بعيدة.